# Julio Finn
Julio Finn (* als Augustus „Gus“ Arnold in Chicago) ist ein amerikanischer Musiker (Mundharmonika, Gesang) und Autor, der vor allem im Bereich des Blues hervorgetreten ist.

## Leben und Wirken
Finn, Bruder von Jerome und Billy Boy Arnold, ging mit 19 Jahren nach Europa, wo er mit Memphis Slim auftrat und aufnahm und sich mit James Baldwin befreundete. Er wechselte 1969 seinen Namen. In Paris wirkte er 1969 und 1970 an einigen zentralen Aufnahmen von Archie Shepp und des Art Ensemble of Chicago (Certain Blacks) mit, bei denen die afroamerikanische Tradition des Blues in den Free Jazz eingetragen wird. 1970 legte er mit seiner Bluesband ein erstes Album unter eigenem Namen vor, an dem auch sein Vetter Chicago Beau beteiligt war. Im Verlauf der 1970er Jahre folgten ein weiteres Album unter eigenem Namen und einige Produktionen mit Errol Dunkley, Xavier Barnett und der britischen Band Matumbi, mit denen er bis in den Reggae vorstiess. 1980 war er als Harmonikaspieler an den Alben LKJ in Dub und Bass Culture von Linton Kwesi Johnson und an einigen Aufnahmen des Produzenten Dennis Bovell beteiligt.
Im Folgejahr schrieb er die Liner Notes für das Album Crying and Pleading seines Bruders Billy Boy Arnold. 1986 veröffentlichte er das Buch The Blues Man, das den anthropologischen und soziokulturellen Wurzeln des Blues nachging; zwei Jahre später gab er die Sammlung Voices of Negritude heraus. Er schrieb weiterhin Kurzgeschichten und Essays. Auch ist er der Autor des Fernsehfilms We Are the Blues (Arte, 1995).

## Schriften
- Nefario Allison & Busby, London 1974; ISBN 0850311330[5]
- Poet of the Cigar Sancho Panza Press, London 1982
- The Blues Man: The Musical Heritage of Black Men and Women in the Americas Quartet Books, London 1986; Interlink Pub Group, New York 1992; ISBN 0940793911
- Voices of Negritude : with an anthology of Negritude poems translated from the French, Portuguese, and Spanish Quartet Books, London 1988; ISBN 0704325853

## Diskographie
- Julio Finn Blues Band Rainbows All Over My Blues (Barclay Records 1970)
- Julio Finn Blues Band Deal for Service (Barclay Records 1972)
- Julio Finn / Dennis Bovell Nasty / Foul Play (1980)

als Sideman
- Archie Shepp Blasé (BYG actuel 1969)
- Archie Shepp Black Gipsy (America/Prestige 1969)
- Art Ensemble of Chicago Certain Blacks (America 1970)
- Linton Kwesi Johnson LKJ in Dub (Mango 1980)
- Blackbeard I Wah Dub (More Cut 1980)
- Linton Kwesi Johnson Independant Intavenshan (Island ed. 1988)